# Finalmente una favola
Finalmente una favola è un film per la televisione, diretto da Gianfrancesco Lazotti, andato in onda martedì 25 novembre 2008 alle ore 21:10 su Canale 5. È tratto dalla quasi omonima sitcom Finalmente soli.

## Trama
I coniugi Mantelli, Gigi (Gerry Scotti) e Alice (Maria Amelia Monti), tamponano una giovane coppia, Lorenzo (Eros Galbiati) e Gioia (Chiara Mastalli). Siccome la ragazza sta per partorire, Gigi e Alice si offrono di accompagnarli subito in ospedale, dove scoprono che i neogenitori vivono con soli 1200 euro al mese, così decidono di aiutarli economicamente.
Vedere come vive una coppia di precari fa riflettere Gigi e Alice che pensano di poter sperimentare uno stile di vita economicamente più oculato con i propri figli Ricky (Eugenio Battaglia) e Niki (Marta Gori Battezzato), proprio quando il Natale è alle porte. Parallelamente i Mantelli vivranno altre situazioni economiche spiacevoli, come una truffa ai danni della nonna Wanda (Rosalina Neri) e un fido bancario ma, come in tutte le favole che si rispettino, arriva il lieto fine: la famiglia riesce ad arrivare a fine mese, reinventandosi dei lavori (Gigi, ad esempio, diventa un cuoco) e rinunciando alle spese superflue. I due ragazzi, invece, dopo aver ricevuto una somma di 3000 euro per comprare una macchina usata, dilapidano l'intero capitale, visto che una cifra del genere non l'avevano mai vista, e si concedono un giro in mongolfiera con atterraggio all'Arena Civica precedentemente affittata, dove ad attenderli c'è un catering molto costoso.
Il ristorante che ha effettuato la consegna del catering è proprio quello dove hanno lavorato Gigi e Alice e i coniugi, alla vista dei ragazzi, ci rimangono male e se ne vanno. La sera di Natale però riserva una dolce sorpresa alla famiglia Mantelli, mentre stanno scartando i regali, suonano alla porta e cominciano ad arrivare un po' di persone: le prime due sono Spartaco, insieme all'amica di Ricky, e, mentre il giovane Mantelli scambia effusioni insieme alla ragazza, il portinaio chiede a Gigi del panettone; poco dopo arrivano anche Lorenzo e Gioia insieme al piccolo Luigino e comunicano loro che la banca ha sbloccato il fido e che così potranno restituire il denaro. Sentendo questa notizia, Gigi decide di perdonare i due ragazzi e Alice apre lo spumante per festeggiare: tutti bevono dal loro flûte e Spartaco si sente male e sviene, perché ha bevuto in quello dove Alice ci aveva messo del detersivo.

## Ascolti
| Prima TV Italia  | Telespettatori | Share  |
| ---------------- | -------------- | ------ |
| 25 novembre 2008 | 4.479.000      | 17,98% |